# Dillich
Das Dorf Dillich ist seit 1971 ein Stadtteil von Borken im nordhessischen Schwalm-Eder-Kreis. Die Gemarkung des Orts liegt im Südosten des Olmesgrunds und hat eine Größe von 514 Hektar; in ihr liegen die Wüstungen Hemmerode und Niedernhain. Am nordwestlichen Ortsrand steht das Schloss Dillich.

## Geschichte

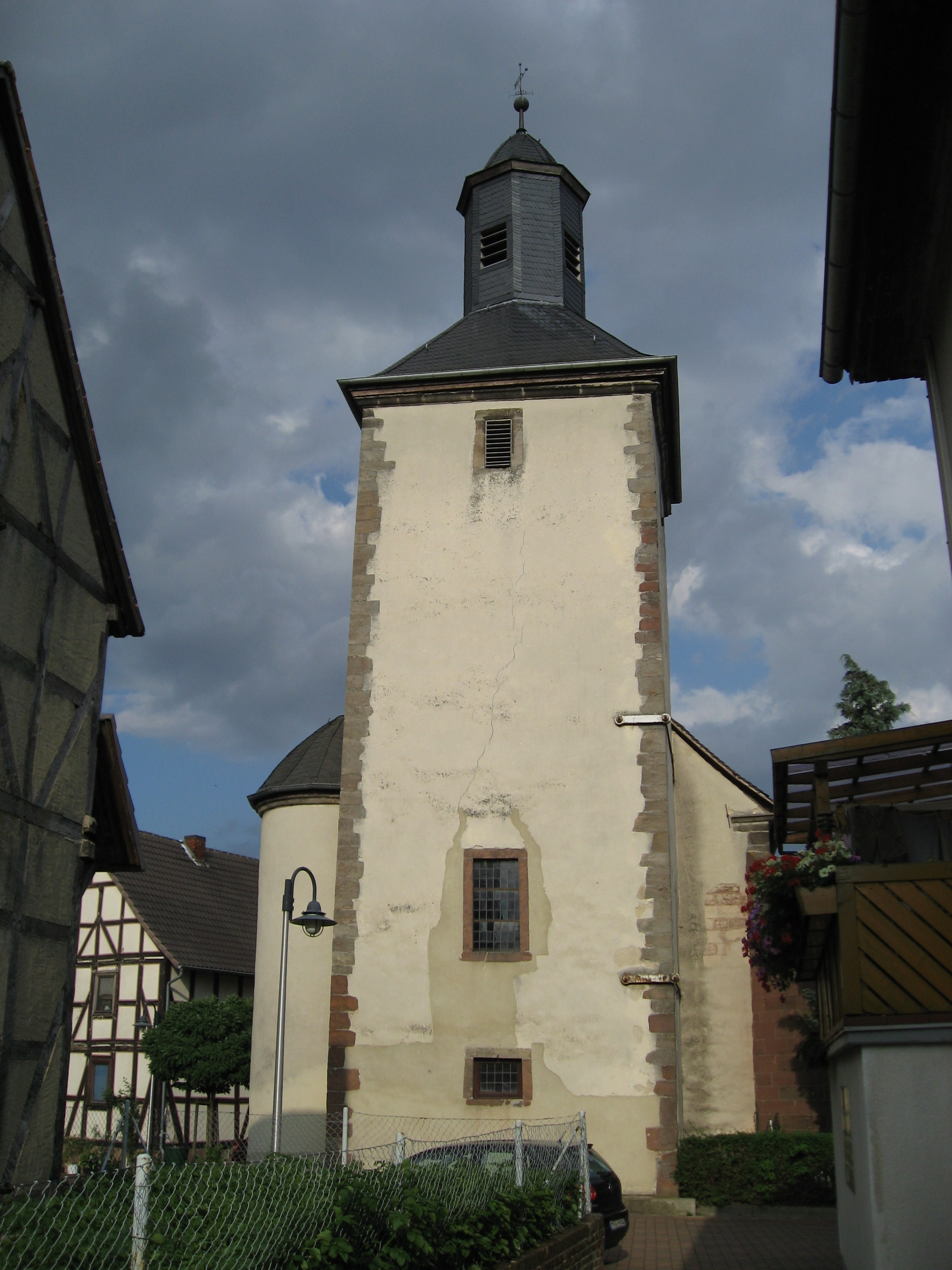
Ev. Dorfkirche von Dillich

Bei der Erwähnung von 1008 als Thielleich im Mainzer Urkundenbuch ist die Zuordnung zu Dillich ungesichert. Die älteste gesicherte schriftliche Erwähnung von Dillich erfolgte unter dem Namen Dielichen im Jahr 1197. Weitere Erwähnungen erfolgten unter den Ortsnamen (in Klammern das Jahr der Erwähnung): Dielich (1209), Dilech (1245), Dieleich (um 1250), Thiliche (1305), Tieleche (1318), Delike (1321), Dylche (1335), Thilche (1356), Dilche (1370), Delche (1425), Dyelche (1490), Dillich (1492), Dilwig (1503), Tilch (1517), Dielicke (1521), Dilch (1535), Dielchenn (1546), Dilig (1568), Dillig (1594), Tillick (1607), Dielch (1609) und Dilck (1674). Durch Funde konnte eine Besiedlung jedoch schon im Zeitraum der älteren Bronzezeit (1.300 v. Chr. bis 800 v. Chr.) belegt werden.
Falls die Zuordnung von 1008 zutrifft, war Dillich Sitz des „Gerichts in den Hainen“ (bestehend aus den Dörfern Neuenhain, Stolzenbach und dem heute wüsten Niedernhain), das König Heinrich II. in diesem Jahr dem Stift St. Stephan in Mainz zu Lehen gab. Die Landgrafen von Hessen verlehnten Dillich im 14. Jahrhundert an die Herren von Dalwigk. Die landgräfliche Verwaltung des „Gerichts in den Hainen“ und des Besitzes rund um Dillich wurde ab 1570 durch das Amt Borken vollzogen.
Ab Mitte des 18. Jahrhunderts sind auch Juden als in Dillich wohnhaft nachweisbar. 1835 zählte man 27, 1905 waren es 34, aber 1933 war die kleine Gemeinde bereits in Auflösung. Die Synagoge und das Gemeindehaus, beide in dichter Nachbarschaft zur Kirche (Am Kirchring 20) vermutlich in der zweiten Hälfte des 18. Jahrhunderts als Fachwerkbauten errichtet, stehen nach Verkauf vor 1938 und kleineren Veränderungen noch heute.
Im Zuge der Gebietsreform in Hessen wurde die bis dahin selbständige Gemeinde Dillich zum 1. Dezember 1971 mit sieben weiteren Gemeinden auf freiwilliger Basis in die Stadt Borken (Bezirk Kassel) eingegliedert. Für alle durch die Gebietsreform eingegliederten Stadtteile wurde Ortsbezirke mit Ortsbeirat und Ortsvorsteher eingerichtet.

## Bevölkerung
Einwohnerstruktur 2011
Nach den Erhebungen des Zensus 2011 lebten am Stichtag, dem 9. Mai 2011, in Dillich 471 Einwohner. Darunter waren 9 (1,9 %) Ausländer.
Nach dem Lebensalter waren 69 Einwohner unter 18 Jahren, 189 zwischen 18 und 49, 108 zwischen 50 und 64 und 105 Einwohner waren älter. Die Einwohner lebten in 210 Haushalten. Davon waren 60 Singlehaushalte, 72 Paare ohne Kinder und 54 Paare mit Kindern, sowie 21 Alleinerziehende und 6 Wohngemeinschaften. In 51 Haushalten lebten ausschließlich Senioren und in 135 Haushaltungen lebten keine Senioren.
Einwohnerentwicklung
| Quelle: Historisches Ortslexikon |                |
| • um 1570                        | 47 Hausgesesse |
| • 1575/85:                       | 47 Hausgesesse |
| • 1742:                          | 47 Häuser      |
| • 1747:                          | 46 Hausgesesse |

| Dillich: Einwohnerzahlen von 1775 bis 2020 | Dillich: Einwohnerzahlen von 1775 bis 2020 | Dillich: Einwohnerzahlen von 1775 bis 2020 | Dillich: Einwohnerzahlen von 1775 bis 2020 | Dillich: Einwohnerzahlen von 1775 bis 2020 |
| --- | ------------------------------------------ | ------------------------------------------ | ------------------------------------------ | ------------------------------------------ |
| Jahr |                                            |                                            |                                            | Einwohner                                  |
| 1775 | 1775                                       |                                            | 345                                        | 345                                        |
| 1800 | 1800                                       |                                            | ?                                          | ?                                          |
| 1834 | 1834                                       |                                            | 545                                        | 545                                        |
| 1840 | 1840                                       |                                            | 566                                        | 566                                        |
| 1846 | 1846                                       |                                            | 580                                        | 580                                        |
| 1852 | 1852                                       |                                            | 601                                        | 601                                        |
| 1858 | 1858                                       |                                            | 591                                        | 591                                        |
| 1864 | 1864                                       |                                            | 568                                        | 568                                        |
| 1871 | 1871                                       |                                            | 524                                        | 524                                        |
| 1875 | 1875                                       |                                            | 546                                        | 546                                        |
| 1885 | 1885                                       |                                            | 537                                        | 537                                        |
| 1895 | 1895                                       |                                            | 487                                        | 487                                        |
| 1905 | 1905                                       |                                            | 509                                        | 509                                        |
| 1910 | 1910                                       |                                            | 548                                        | 548                                        |
| 1925 | 1925                                       |                                            | 527                                        | 527                                        |
| 1939 | 1939                                       |                                            | 513                                        | 513                                        |
| 1946 | 1946                                       |                                            | 822                                        | 822                                        |
| 1950 | 1950                                       |                                            | 770                                        | 770                                        |
| 1956 | 1956                                       |                                            | 682                                        | 682                                        |
| 1961 | 1961                                       |                                            | 628                                        | 628                                        |
| 1967 | 1967                                       |                                            | 607                                        | 607                                        |
| 1970 | 1970                                       |                                            | 573                                        | 573                                        |
| 1980 | 1980                                       |                                            | ?                                          | ?                                          |
| 1990 | 1990                                       |                                            | ?                                          | ?                                          |
| 2000 | 2000                                       |                                            | ?                                          | ?                                          |
| 2011 | 2011                                       |                                            | 471                                        | 471                                        |
| 2020 | 2020                                       |                                            | 440                                        | 440                                        |
| Datenquelle: Historisches Gemeindeverzeichnis für Hessen: Die Bevölkerung der Gemeinden 1834 bis 1967. Wiesbaden: Hessisches Statistisches Landesamt, 1968. Weitere Quellen: LAGIS; Stadt Borken (Hessen), Zensus 2011 |                                            |                                            |                                            |                                            |

Historische Religionszugehörigkeit
| Quelle: Historisches Ortslexikon |                                                                                             |
| • 1861:                          | 560 evangelisch-reformierte, drei katholische, 39 jüdische Einwohner                        |
| • 1885:                          | 488 evangelische (= 90,88 %), ein katholischer (= 0,19 %), 48 jüdische (= 8,94 %) Einwohner |
| • 1961:                          | 554 evangelische (= 88,22 %), 67 katholische (= 10,67 %) Einwohner                          |

Historische Erwerbstätigkeit
| • 1961 | Erwerbspersonen: 127 Land- und Forstwirtschaft, 139 Produzierendes Gewerbe, 14 Handel und Verkehr, 34 Dienstleistungen und Sonstiges |

## Politik
Für Dillich besteht ein Ortsbezirk (Gebiete der ehemaligen Gemeinde Dillich) mit Ortsbeirat und Ortsvorsteher nach der Hessischen Gemeindeordnung. Der Ortsbeirat besteht aus neun Mitgliedern.
Bei den Kommunalwahlen in Hessen 2021 betrug die Wahlbeteiligung zum Ortsbeirat Dillich 70,99 %. Alle Kandidaten gehörten der „Einheitsliste Dillich“ an. Der Ortsbeirat wählte Peter Rose zum Ortsvorsteher.

## Schloss Dillich

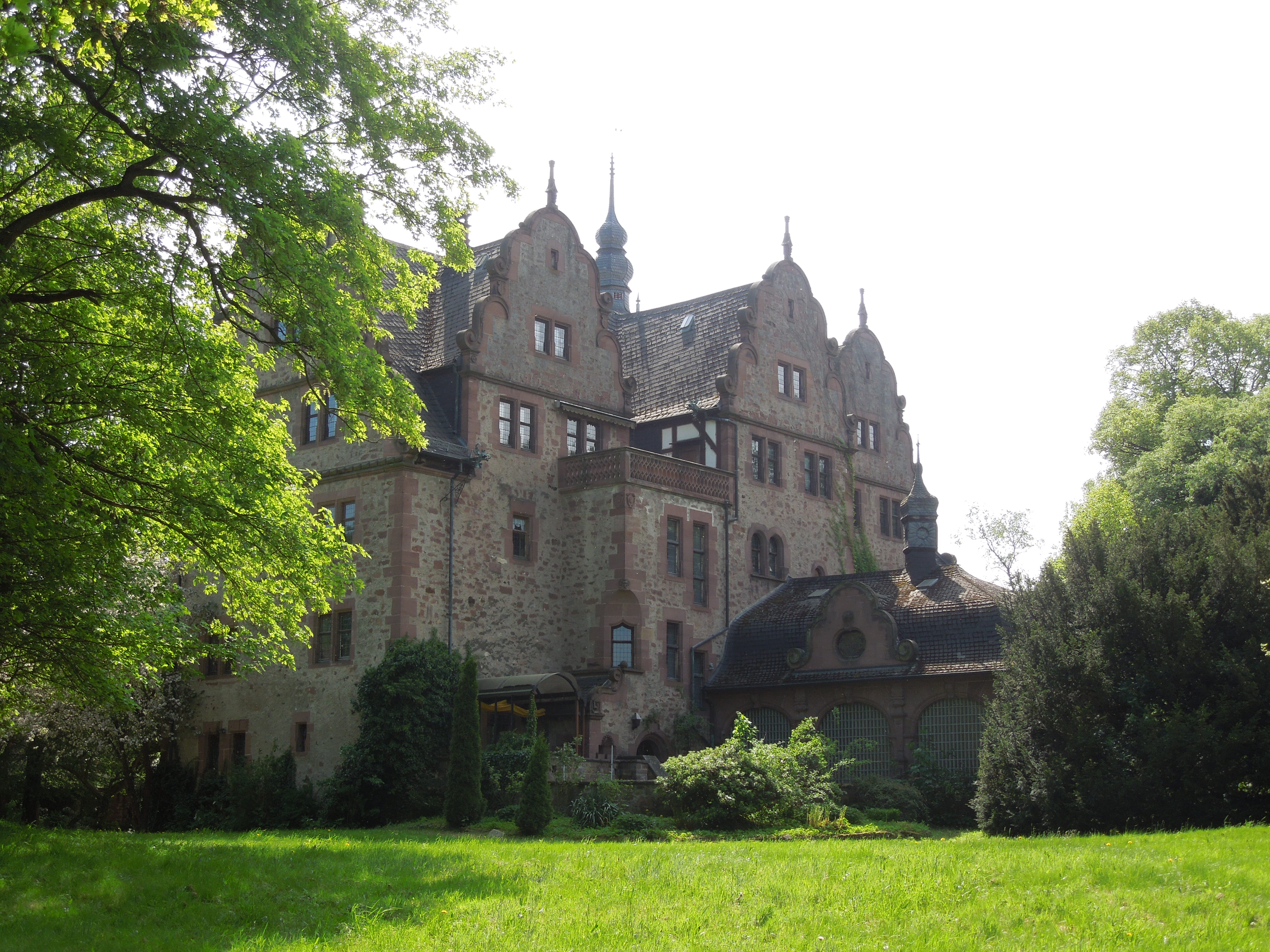
Schloss Dillich, Parkseite (2016)

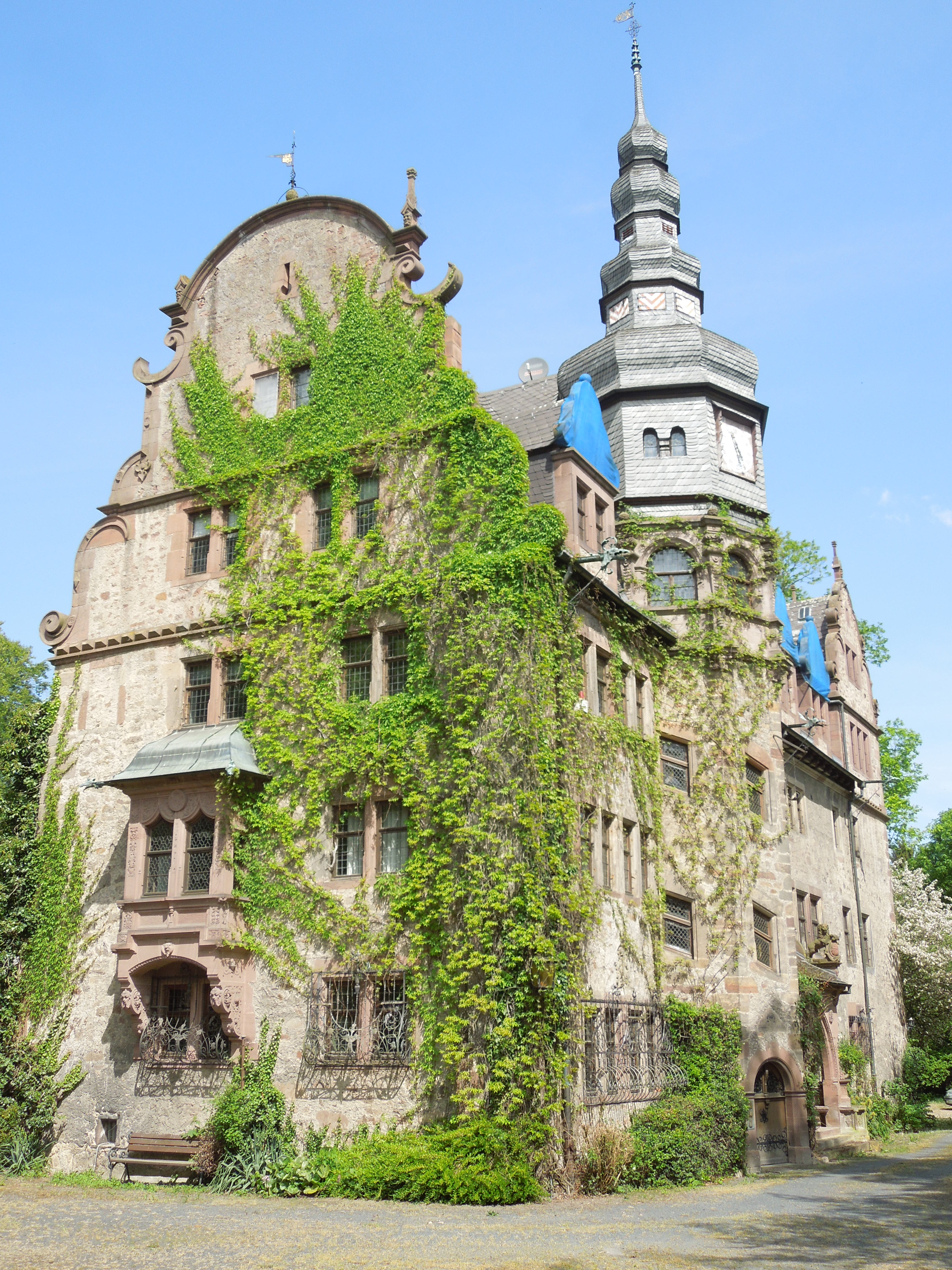
Schloss Dillich (2016)

Am nordwestlichen Ortsrand steht das Schloss Dillich, ein 1361 erbautes, 1575 bis 1591 grunderneuertes, 1648 im Dreißigjährigen Krieg schwer beschädigtes, 1680 bis 1730 wieder aufgebautes und in der ersten Dekade des 20. Jahrhunderts im Stil historisierender Weserrenaissance völlig umgestaltetes und erweitertes Schloss. Es war bis 1858 im Besitz der Herren von Dalwigk, danach bis 1959/60 der Herren Rieß von Scheurnschloß und dann des Unternehmers Franz Rudolph. Das Schloss mit seinen 35 Zimmern und einer Wohnfläche von insgesamt etwa 1.650 m2 stand ab 2015 zum Verkauf. Schloss und Park stehen in ihrer Sachgesamtheit als Kulturdenkmal unter Denkmalschutz.
Anfang 2017 kauften buddhistische Mönche aus Thailand das Schloss für eine Million Euro, welche größtenteils aus Spenden aufgebracht wurden. Sie zogen im Frühjahr 2017 ein und benutzen es seitdem als Wohn-, Arbeits- und Seminarstätte für ihre Anhänger.

## Persönlichkeiten
- Ludwig Kempf (1813–1879), Bürgermeister und Mitglied der kurhessischen Ständeversammlung